# دوغ كيرشاو
دوغ كيرشاو (بالإنجليزية: Doug Kershaw)‏ هو عازف كمان ‏ وكاتب أغاني وموسيقي ومغني أمريكي، ولد في 24 يناير 1936 في مقاطعة كاميرون في الولايات المتحدة.

## وصلات خارجية
- الموقع الرسمي
- دوغ كيرشاو على موقع IMDb (الإنجليزية)
- دوغ كيرشاو على موقع ألو سيني (الفرنسية)
- دوغ كيرشاو على موقع ميوزك برينز (الإنجليزية)
- دوغ كيرشاو على موقع قاعدة بيانات الأفلام السويدية (السويدية)
- دوغ كيرشاو على موقع أول ميوزيك (الإنجليزية)
- دوغ كيرشاو على موقع ديسكوغز (الإنجليزية)
- دوغ كيرشاو على موقع قاعدة بيانات الفيلم (الإنجليزية)